# Bettino Craxi
Benedetto „Bettino” Craxi (n. 24 februarie 1934, Milano, Regatul Italiei – d. 19 ianuarie 2000, Hammamet, Guvernoratul Nabeul, Tunisia) a fost un politician italian, prim-ministru al Italiei din 4 august 1983 până în 18 aprilie 1987 și secretar al  Partidului Socialist Italian⁠(d) din 16 iulie 1976 până în 11 februarie 1993. Considerat unul din cei mai influenți politicieni din istoria Italiei, mai ales în anii 1980, a fost și primul socialist care a devenit prim-ministru. 
Craxi avea o bună înțelegere și colaborare cu liderii stângii europene, ca Felipe González și Mário Soares, și a lucrat mult pentru afirmarea „socialismului mediteranean”.
Vizat de anchetele Mani pulite⁠(d) efectuate de magistrații din Milano la începutul deceniului anilor 1990, a fost de două ori condamnat definitiv pentru corupție și finanțare ilicită⁠(d) a Partidului Socialist Italian. Când a murit, era inculpat în alte patru procese. Până la sfârșit a respins toate acuzațiile de corupție, deși recunoștea că era conștient de faptul că PSI acceptase finanțări ilicite, afirmând că „de decenii” toate partidele erau finanțate ilegal fără ca aceasta să fie „obiect de denunț”, cu atitudini de „complicitate”. Partidul și guvernele lui Craxi fuseseră susținute și de Silvio Berlusconi, care dezvoltase o relație de prietenie cu liderul socialist, în ciuda diferendelor politice.
Și astăzi, mulți ani după moartea lui, amintirea sa  suscită sentimente controversate. Cei care îl apreciază vorbesc despre el ca pe un precursor al modernizării țării și al politicii italiene. Criticii îi reproșează creșterea bruscă a datoriei publice sub guvernele sale și condamnările în urma anchetelor Mani pulite, în urma cărora a fugit din Italia.
A murit după ce a fugit la Hammamet, în Tunisia, în timp ce procedurile legale împotriva lui erau încă în curs; conform susținătorilor săi, el era victima unei justiții politizate, ațâțată de mass-media, care l-a obligat la exil În Tunisia.

## Biografia
Primul născut al avocatului Vittorio Craxi, originar din provincia de Messina și al lui Maria Ferrari, Craxi se naște la Milano în 24 februarie 1934. 
În timpul războiului, familia decide să îl încredințeze unui colegiu de preoți, atât pentru caracterul turbulent, cât și pentru a-l îndepărta de pericolul activității antifasciste a tatălui care, după eliberare, va primi funcția de vice prefect la Milano și apoi aceea de Prefect la Como.
După terminarea liceului, Craxi a devenit funcționar al federației milaneze a Partidului socialist și intră în comitetul central al Partidului socialist italian la 23 de ani. A fost ales deputat pentru prima oară în 1968 și apoi a fost numit vice-secretar național și responsabil al PSI pentru exterior. În această calitate el a finanțat din punct de vedere economic unele partide socialiste dezorganizate datorită dictaturilor din respectivele țări, între care Partidul Socialist al Muncitorilor Spaniol, Partidul Socialist din Chile și Partidul Socialist Grec.
Într-un moment de gravă criză internă a PSI, în 16 iulie 1976, Craxi a fost ales de către Comitetul Central pentru a-l substitui pe fostul secretar Francesco de Martino. Astfel, a început el lunga sa aventură ca lider de partid. Mulți socialiști, între care Pietro Nenni și Sandro Pertini îl sprijiniră pentru a evita o nesănătoasă spărtură în partid și o anumită confluență a politicii lui Craxi (situată la extrema dreapta a PSI) în PSDI. În PSI, cu alegerea la secretariatul partidului a lui Craxi, începu un proces de reînnoire (la acel moment numit "revolta celor de 40 de ani") care duse la o perioadă de stabilitate internă între diversele curente, destinată să dureze până în primăvara lui 1978. În timp ce opoziția internă s-a redus, în PSI se produse așa zisa axa Craxi-Signorile, care determină o radicală transformare a partidului. 
Când Brigăzile Roșii l-au sechestrat pe Aldo Moro în 1978, Craxi a fost unicul lider politic dispus să ducă tratative. În 1983, după un bun succes obținut de către PSI în alegerile politice, Craxi a cerut și a obținut Conducerea Consiliului de Miniștri. Hotărât să facă din PSI centrul de intervenție de radicală modernizare politică, economică și culturală, a lansat o ofensivă contra a ceea ce considera ca fiind "conservatorismul" democreștinilor și comuniștilor italieni și promovează o puternică expansiune economică. Cele mai mari succese ale sale au fost intrarea Italiei în G7 și Noul Pact cu Santa Sede (1984).